# Fjordling

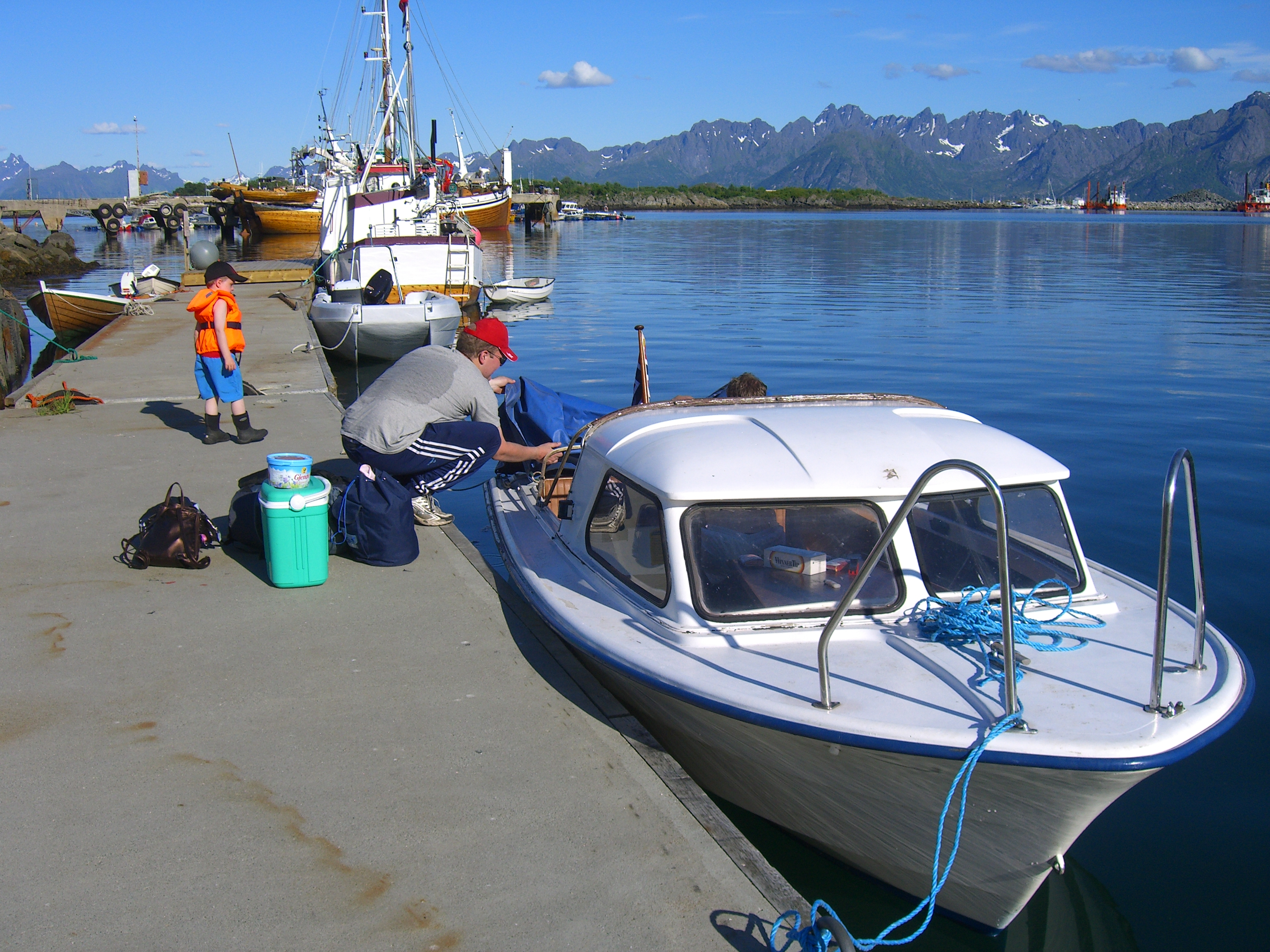

Fjordling är en motorbåt som ritats av norrmannen Jan Herman Linge i början på 60-talet. Den innovativa konstruktionen kom att revolutionera sättet att rita båtar på och har kopierats av många andra båtdesigners.
Fjordlingen har fått sin namn från Fjordplast A/S (Arendal Norge) som till en början stod för tillverkningen och Linge som konstruktör - därav namnet Fjord och ling.

## Versioner
Båten har tillverkats i flera olika versioner: 
- Fjordling 17 HT har en hardtop i glasfiberarmerad plast och byggdes 1962-1970, till en början av Fjordplast A/S och senare av flera olika varv. Byggkvaliteten kan vara skiftande vad gäller trädetaljer, beslag och plastning med mera.
- Fjordling 17 Sport är tillverkad parallellt med Fjordling 17 HT men i mindre upplaga och är inte försedd med hardtop utan har istället en vindruta. Byggkvaliteten är likvärdig.
- Fjordling 18 HT är en utveckling av Fjordling 17 HT, har en större hardtop och tillverkades i huvudsak under 1980-talet. Fjordling 18 HT anses vara av bättre byggkvalitet även om båten är något tyngre. Fördelen är att båten klarar av större motorer. En tydlig skillnad är att tunneln är helgjuten som en del av skrovet vilket minimerar risken för läckage. Andra skillnader är något högre fribord samt att hardtoppen är både rymligare och ger bättre sikt då den har större fönster.
- Fjordling 550 är en utveckling av Fjordling 18 HT.
- Fjordling 17 Classic är en lätt modifierad version av ursprungliga Fjordling 17 HT som tillverkats på beställning av Dyviks Marina, norr om Åkersberga. Versionen skiljer sig från originalet genom att vara försedd med ett innerskrov, tvärskeppssoffa föröver samt tvärsoffa och separat förar- respektive passagerarstol akteröver, smal motorbrunn och helgjuten tunnel. Förifrån känns den enklast igen genom att luftningshålet till tunneln syns i fören, ett par decimeter under relingen, och akterifrån genom avsaknaden av de två kromade tvärstagen som stadgar upp rufftaket.

Skroven finns i versioner för utombordsmotor, dels med smal motorbrunn för enkelmontage och dels med bred motorbrunn för att ge plats för dubbelmontage (bland många entusiaster är en återkommande uppfattning att den breda motorbrunnen oavsett motorbestyckning ger en något högre toppfart) samt för inombordsmotor.

## Basfakta (Fjordling 17 HT)
Längd: 5,20 m, bredd: 2,13 m och vikt: 400-450 kg (tom utan motor).

## Inredning
Enligt den ursprungliga konstruktionen är Fjordlingen försedd med två längsgående bänkar i sittbrunnen och en utdragbar tvärskeppssoffa föröver. Till 1968 byttes soffan fram ut mot två kojer och bänkarna bak ut mot en tvärsoffa plus separat förarstol och passagerarstol. 

## Historik
En prototyp av Fjordlingen stod klar för visning till hösten 1962 och presenterades av dåvarande generalagenten, Thorskogs Bruk, för ett antal svenska affärsmän. Dessa var rätt kallsinniga på grund av båtens höga pris - i Sverige skulle den bli så dyr att man skulle kunna köpa två Selco Riviera till priset av en Fjordling. N K Kristensson, som kontrakterades som agent i Stockholm, chansade inför säsongen 1963 med att köpa in 7 st Fjordlingar vilka premiärvisades på stockholmsutställningen Allt för sjön. Samtliga 7 båtar såldes under utställningen, trots att priset på 11 491 kr inkl moms upplevdes som högt (motsvarar c:a 129 000 kr i 2019 års penningvärde).
När Linge konstruerade Fjordling 17 HT hade han utombordsmotorer på 18-35 hästkrafter i åtanke, båten skulle vara "halvplanande" med 20 knop som toppfart. N K Kristensson var även agent för utombordaren Mercury Marine och ville också sälja dessa motorer varför man lyckades få säväl Linges som varvets välsignelse att pröva båten med motorer på upp till 65 hästkrafter - en effekt som sedermera visade sig vara nästan i minsta laget för båten. 
Samtidigt med att produktionen startade, 1962-1963, påbörjade Mercury serietillverkningen av den första utombordsmotorn på 100 hkr (Merc 1000). Denna raka 6-cylindriga motor som kom att kallas "Tower of Power" visade sig fungera utmärkt på Fjordlingen. Sommaren 1962 hade båttävlingen Roslagsloppet haft premiär och året efter beslöt dåvarande direktören för N K Kristenssons Stockholmsförsäljning, Arne Larsson, att ställa upp i standardklassen med en Fjordlingen utrustad med 100 hkr Mercury och behövde tillverkarens godkännande för detta. Varvet vägrade och Larsson fick istället köra i specialklassen tillsammans med ett 30-tal andra båtar. Fjordlingen visade sig vara överlägsen men Larsson tvingades bryta då styrningen gick sönder. Fjordlingepoken, både som familjebåt och tävlingsbåt, hade börjat. 
Under sin storhetstid som tävlingsbåt försågs Fjordlingen med dubbla Mercury Merc 1250 (introducerad 1968) på sammanlagt 250 hkr och en toppfart på över 50 knop - med både tillverkarens och Linges välsignelse.

## Fjordlingens popularitet
Fjordlingen har kommit att bli en riktigt entusiastbåt. Som bidragande orsaker till båtens popularitet brukar nämnas dess goda förmåga att klara skärgårdens krabba sjö (väl i klass med såväl betydligt nyare som större båtar) i kombination med förmågan att bära en kraftfull utombordsmotor. Även framgångarna i Roslagsloppet, i synnerhet på 60- och 70-talet bör lyftas fram.
Idag är många Fjordlingar försedda med en utombordare på 90-150 hästkrafter, vilket med rätt justering medför toppfarter på 40-55 knop. Det finns även exempel på Fjordling 17 HT som renoverats, förstärkts och bestyckats med en utombordsmotor på över 300 hästkrafter och fått en toppfart på ca 80 knop. 
Den farttokige entusiasten monterar tillbehör som hydraulstyrning, stålpropeller, motorhiss (så kallad powerlift) och ibland även noskon med lågt vattenintag (alternativt separat vattenintag) till kylningen för att kunna nyttja den effektstarka motorn optimalt på Fjordlingen.

## Konstruktion
Skrovet har goda sjöegenskaper tack vare en 24 graders v-botten. Ett vanligt problem för båtar med denna skrovform är att de blir ranka när de ligger stilla. Linge har löst detta genom att skapa en unik, integrerad vattentunnel längst ner under båten. När båten ligger stilla, fylls tunneln med cirka 200 liter vatten och fungerar som en ballasttank, deplacementet ökar och båten blir stabilare. Vid hastigheter över 5-10 knop töms tunneln på vatten och den djupa v-botten kommer till sin rätt. 
Precis som flera nutida tävlingsbåtar är Fjordlingskrovets djupaste del utformad som en längsgående skida som båten över en viss fart mestadels åker på. Skidan i kombination med den djupa v-botten är det som bidrar till att det går att åka såväl fort som bekvämt med Fjordlingen.
Fjordlingen har visat sig vara en i grunden mycket lyckad konstruktion men som alltid när båtar blir äldre så uppkommer vissa problem. 
- Vattentunneln på Fjordling 17 från 60- och 70-talen är fastskruvad i skrovet med en mängd små skruvar. Dessa tenderar att lossna, varpå vatten tar sig in mellan skroven. Här finns ett distansmaterial som suger åt sig vattnet, delaminering kan förekomma och hållfastheten minska. Dessutom kan detta leda till mögelangrepp och frostskador.
- Övermotoriseringen medföra att skrovkonstruktionen utmattas.

Eftersom Fjordlingen kommit att bli en entusiastbåt är fler exemplar som renoveras.

## Fjordlingen vid hög fart
I högre farter övergår Fjordlingen från att vara en båt att åka i till en båt som man kör. Bland annat kan en obehaglig wobbling förekomma. Wobblingen kan troligtvis komma av kombinationen liten båt och stark motor med stor propeller, där den stora propeller vid rotation får båten att vrida sig och därmed i sidled börja gunga. Detta på grund av att båten vid hög fart ligger högre i vattnet, den blöta ytan (motståndet) blir mindre och stabiliteten minskar. Ett annat skäl till wobblingen kan vara att skidan är för bred och slät och att båten "halkar" fram och tillbaka på den.
Oavsett vilket, för ett avhjälpande är det brukligt att ett, flera eller alla av följande alternativ tillämpas. 
- Snabba och korta rattrörelser där man "styr emot". De flesta Fjordlingägare lär sig snabbt känna när wobblingen är på gång och stoppar den med en snabb, i det närmaste obemärkt, "gungning" med ratten "åt andra hållet".
- Propeller med fler blad. Erfarenheter från tävlingsåkande har visat att färre blad ger högre fart men mer wobbling och vice versa. Med fler blad ökar bladytan något men fördelas jämnare runt propellerhubben. Fler blad ger lägre toppfart, 4-bladig propeller brukar därför bli en fungerande kompromiss.
- Hissning av motorn. Om motorn monteras högre kommer spetsarna på propellerbladen upp i vattenytan och ventilering uppstår, verkningsgraden minskar vilket kan liknas vid att propellers bladyta minskar. En hissning av motorn får också till följd att mindre del av drevet finns under vattenytan, motståndet minskar och farten ökar. För att nå optimering av hissningen kan en powerlift (motorhiss) monteras mellan utombordsmotorn och akterspegeln.
- Skidan smalas av med ytterligare steg.
- Den modige gasar sig förbi wobblingen och måste ofta upp över 40 knop för att vara på den säkra sidan.

Med rätt motor och inställningar kan en van och omdömesgill Fjordlingförare hålla en hyfsat ekonomisk marschfart på 40 knop och lämna de flesta både större och modernare båtarna bakom sig.

## Tävlingar
Fjordlingen har framgångsrikt använts inom motorbåtsporten vid tävlingar sanktionerade av SVERA, Svenska Racerbåtförbundet. I Roslagsloppet 1964 totalsegrar Arne Larsson med navigatör Börje Eriksson i en Fjordling med 40,7 knop i snittfart. 1965 totalsegrar Åke Westerlund och navigatör Claes-Göran Åkerlund i en Fjordling med dubbelmontage, 2 st. Mercury Merc 1000 på tillsammans 200 hk, med 43,9 knop i snittfart. Fjordlingen körde efter Öregrunds Racerklubbs standardbåtsreglemente och förekom i tävlingssammanhang långt in på 80-talet.

## Roslagsloppets 50-årsjubileum
Vid Roslagsloppets 50-årsjubileum den 4 augusti 2012 deltog ett flertal Fjordlingar i klassen Offshore Classic.